# Julio Garavito Armero
Pour les articles homonymes, voir Garavito.
 (novembre 2011).
Julio Garavito Armero, né à Bogota le 5 janvier 1865 et mort le 11 mars 1920 dans cette même ville, est un astronome et mathématicien colombien.

## Biographie
Julio Garavito Armero étudie au Colegio Mayor de San Bartolomé (es) mais interrompt ses études en 1885 à cause de la guerre civile qui secoue le pays.
Étudiant très précoce des sciences et des mathématiques, il obtient finalement ses diplômes mathématiques et d'ingénieur civil à l'université nationale de Colombie. En 1891, il est directeur de l'Observatoire astronomique national. Ses travaux de recherche sont publiés dans Los Anales de Ingeniería, revue qu'il dirige à partir de 1890 et pendant sept ans.

Durant la Guerre des Mille Jours, Garavito fait partie d'une société secrète et scientifique appelée El Círculo de los Nueve Puntos, en français : « El Círculo de los Nueve Puntos Le cercle des neufs ponts », où pour renter il fallait résoudre un problème original lié au théorème d'Euler, 
Plus tard, il est directeur de la Comisión Corográfica (es), créée afin de promouvoir le développement des chemins de fer colombiens et la délimitation de la frontière avec le Venezuela.

## Œuvres
- Evolución en la distribución de la riqueza y fundamento científico del impuesto
- Seguro agrícola
- Causa Principal de la Guerra Europea